# Химерий
Химерий (на гръцки: Ἱμέριος, Himerios, * ок. 320 в Бурса, Prusias ad Hypium, Витиния; † сл. 383 в Атина) е гръцки софист и значим атински ритор.
Роден е в Бурса, или в Prusias ad Hypium, Турция. Баща му е витинския ритор Амеиниас. Той следва реторика в Атина. След завършването на следването си той отива първо в Константинопол, и отваря там училище през 343 г., остава там до 352 г. След това той се мести в Атина и продължава дейността си като учител. През зимата 361/362 г. той отива в двора на император Юлиан Апостат, който скоро умира († 26 юни 363). През 369 г. той се връща обратно в Атина и продължава учителската си дейност.
От неговите речи са запазени 74 в съчинението на Фотий.

## Издания
- H. Völker, Himerios. Reden und Fragmente. Wiesbaden 2003.
- A. Colonna, Himerius. Declamationes et orationes cum deperditarum fragmentis. Rom 1951.